# 부천군 (선거구)
부천군은 대한민국의 옛 국회의원 선거구이다. 당시 경기도 부천군 지역을 관할했다.

## 역사
제헌 국회의원 선거를 앞두고 부천군 전 지역을 관할하는 선거구로 신설되었다.
1963년 1월, 부천군 오정면 일부(오곡리·오쇠리)와 소사읍 일부(항리·온수리·궁리·천왕리·오류리·개봉리·고척리) 지역이 영등포구에 편입되었다. 이에 해당 지역이 제6대 국회의원 선거를 앞두고 해당 지역이 영등포구 갑 선거구에 편입되었으며 나머지 부천군 지역은 시흥군, 옹진군과 함께 시흥군·부천군·옹진군 선거구를 이루게 되면서 폐지되었다.

## 역대 국회의원
| 선거   | 정당 | 정당               | 의원   |
| ------ | ---- | ------------------ | ------ |
| 1948년 |      | 대한독립촉성국민회 | 이유선 |
| 1950년 |      | 무소속             | 박제환 |
| 1954년 |      | 자유당             | 장경근 |
| 1958년 |      | 자유당             | 장경근 |
| 1960년 |      | 무소속             | 박제환 |

## 역대 선거 결과

### 대한민국 제헌 국회의원 선거
|  | 44.79% |

|  | 28.47% |

|  | 9.81% |

|  | 8.98% |

|  | 4.60% |

|  | 3.32% |

|  | 0% |

### 대한민국 제2대 국회의원 선거
|  | 27.72% |

|  | 25.19% |

|  | 23.61% |

|  | 13.06% |

|  | 4.72% |

|  | 3.77% |

|  | 1.88% |

### 대한민국 제3대 국회의원 선거
|  | 35.27% |

|  | 29.66% |

|  | 17.57% |

|  | 10.63% |

|  | 6.85% |

### 대한민국 제4대 국회의원 선거
|  | 67.68% |

|  | 17.94% |

|  | 14.36% |

### 대한민국 제5대 국회의원 선거
|  | 23.10% |

|  | 17.90% |

|  | 12.12% |

|  | 8.22% |

|  | 7.73% |

|  | 7.13% |

|  | 6.62% |

|  | 2.94% |

|  | 2.57% |

|  | 2.57% |

|  | 2.49% |

|  | 1.66% |

|  | 1.50% |

|  | 1.39% |

|  | 1.00% |

|  | 0.98% |